# 胡從龍
胡從龍（？—1647年），字奇儒，撫州府金谿縣人、南明軍事人物。

## 生平
胡從龍是崇禎十年（1637年）的武進士，身形魁梧、鬍鬚卷曲，精通騎射，年少時曾應募，斬殺福建與廣東的流寇數百人，保全撫州，之後自百總歷官京營守備、都督同知。隆武年間郭應衡等人在龍泉戰敗，他陞任辰州副總兵，和通判石萬有、戴希嘉力守當地。永曆元年（1647年）十月，清兵經京東到黃石，胡從龍率領數千人扼守隘口，但敗走桐木嶺、朱沙嶺。很快知府王國俊串通清朝招降，他用劍叱罵，當場他一家人和戴希嘉被殺。

## 引用
1. 1 2  錢海岳《南明史·卷四十二·列傳第十八》：從龍，字奇儒，金谿人。崇禎十年武進士。偉貌赤髯，負力精騎射。少應募，斬閩、廣寇數百人，撫州得全。自百總歷京營守備、都督同知。（郭應衡等人）龍泉敗後，陞辰州副總兵，與通判石萬有、戴希嘉力守完城。
2. ↑  錢海岳《南明史·卷四十二·列傳第十八》：（永曆元年十月）清兵再繇京東入（黃石），胡從龍以數千人扼隘口，敗走桐木嶺、朱沙嶺。……知府王國俊款清招降，手劍叱之，格死，一家從殉。希嘉亦死。